# Ready for the Weekend (single)
Ready for the Weekend is een nummer van de Schotse dj Calvin Harris uit 2009. Het is de tweede single van zijn gelijknamige tweede studioalbum.
Het nummer werd ingezongen door de Britse zangeres Mary Pearce, maar die staat niet vermeld op de credits. Volgens Harris is "Ready for the Weekend" niet een clubnummer, maar meer een popnummer. Het nummer kende succes in het Verenigd Koninkrijk met een 12e positie. In Nederland behaalde het echter de 10e positie in de Tipparade, en in Vlaanderen de 2e positie in de Tipparade.